# Яхаба
Яхаба (яп. 矢巾町 Яхаба-тё:) — посёлок в Японии, находящийся в уезде Сива префектуры Иватэ. Площадь посёлка составляет 67,28 км², население — 26 925 человек (1 августа 2014), плотность населения — 400,19 чел./км².

## Географическое положение
Посёлок расположен на острове Хонсю в префектуре Иватэ региона Тохоку. С ним граничат город Мориока и посёлки Сива, Сидзукуиси.

## Население
Население посёлка составляет 26 925 человек (1 августа 2014), а плотность — 400,19 чел./км². Изменение численности населения с 1980 по 2005 годы:
| 1980 | 17 465 чел. |  |
| 1985 | 18 714 чел. |  |
| 1990 | 19 920 чел. |  |
| 1995 | 21 919 чел. |  |
| 2000 | 25 268 чел. |  |
| 2005 | 27 085 чел. |  |

## Символика
Деревом посёлка считается сосна, цветком — лилия, птицей — обыкновенная кукушка.